# Ruta de Illinois 143
La Ruta de Illinois 143, y abreviada IL 143 (en inglés: Illinois Route 143) es una carretera estatal estadounidense ubicada en el estado de Illinois. La carretera inicia en el oeste desde la US 67  , GRR 1   en Alton hacia el este en la IL 127     en Tamalco. La carretera tiene una longitud de 77,2 km (47.96 mi).

## Mantenimiento
Al igual que las autopistas interestatales, y las rutas federales y el resto de carreteras estatales, la Ruta de Illinois 143 es administrada y mantenida por el Departamento de Transporte de Illinois por sus siglas en inglés IDOT.